# Tomaž Knafelj
Tomaž Knafelj, slovenski smučarski skakalec in deskar na snegu, * 11. april 1972, Jesenice.
Knafelj je v smučarskih skokih leta 1990 osvojil bronasto medaljo na ekipni tekmi svetovnega mladinskega prvenstva v Štrbském Plesu, v ekipi so bili še Franci Petek, Damjan Fras in Sašo Komovec. V svetovnem pokalu je med sezonama 1989/90 in 1991/92 nastopil na desetih tekmah. Debitiral je 18 februarja 1990 v Predazzu s 34. mestom, na svoji drugi tekmi na Bloudkovi velikanki v Planici je dosegel najboljšo uvrstitev kariere, ko je z 31. mestom za mesto zgrešil uvrstitev med dobitnike točk. Zadnjič je tekmoval 19. januarja 1992, ko je v Engelbergu zasedel 46. mesto.
Za Slovenijo je v deskanju na snegu nastopil na Zimskih olimpijskih igrah 2002 v Salt Lake Cityju in Zimskih olimpijskih igrah 2006 v Torinu. Obakrat je nastopil v paralelnem veleslalomu. V Salt Lake Cityju je odstopil, v Torinu pa je osvojil 26. mesto.